# Francisco Javier Errázuriz Ossa
Pedro Francisco Javier Errázuriz Ossa (Santiago de Chile, 5 de septiembre de 1933) es un cardenal chileno de la Iglesia católica y arzobispo emérito de Santiago de Chile.

## Biografía

### Primeros años y formación
Nació como el segundo de los seis hijos del matrimonio conformado por el ingeniero Pedro Errázuriz Larraín y por Marta Ossa Ruiz. Su educación primaria y secundaria la realizó en el Liceo Alemán de Santiago, donde se destacó por su aplicación en los estudios y en el atletismo, en el cual obtuvo premios en campeonatos nacionales.
En 1951, ingresó a estudiar ingeniería a la Pontificia Universidad Católica de Chile, alcanzando el grado de bachiller en Matemáticas Superiores. En esta universidad, conoció a Mario Hiriart; con él y otros jóvenes formó parte de la generación fundadora del Movimiento Apostólico de Schoenstatt en Chile.
En 1962, recibió el grado de licenciado en Teología en la Universidad de Friburgo, Suiza. 

### Sacerdocio
Fue ordenado sacerdote el 16 de julio de 1961. En 1965, fue nombrado Superior Regional de Chile del Instituto Secular Padres de Schoenstatt, el que entonces vivía su proceso de fundación. Este cargo lo ejerció hasta 1971. En 1974, fue nombrado superior general del Instituto Secular Padres de Schoenstatt en Alemania, cargo que ejerció hasta diciembre de 1990.

## Episcopado

### Secretario en la Santa Sede
El 22 de diciembre de 1990, fue nombrado arzobispo secretario de la Congregación para los Institutos de Vida Consagrada y las Sociedades de Vida Apostólica con sede en Roma. El 6 de enero de 1991, recibió de manos del papa Juan Pablo II la Ordenación Episcopal en la Basílica de San Pedro de la Ciudad del Vaticano. Toma por lema "Nominatim proprias vocat", en español: "A los suyos los llama por su nombre", siendo nombrado Arzobispo Titular de Hólar. 
Durante su estadía en Roma, desempeñó además los cargos de consultor de la Congregación para la Doctrina de la Fe y miembro del Pontificio Consejo para los Laicos, de la Pontificia Comisión para América Latina, del Pontificio Consejo de la Pastoral para los Emigrantes e Itinerantes, del Pontificio Consejo para los Operadores Sanitarios y de la Asamblea del Sínodo de Obispos sobre la Vida Consagrada.

### Obispo de Valparaíso
El 24 de septiembre de 1996, el papa Juan Pablo II lo nombró obispo de Valparaíso, cargo que asumió el 10 de noviembre de ese mismo año. Escogió como lema episcopal la frase "Ut vitam habeant" ('Para que tengan vida').

### Arzobispo de Santiago
El santo padre lo nombró arzobispo de Santiago el 24 de abril de 1998 y tomó posesión del cargo el domingo 17 de mayo de 1998 en la Catedral Metropolitana. Automáticamente se transformó también en el Gran Canciller de la Pontificia Universidad Católica de Chile.

#### Renuncia
Renunció al arzobispado de Santiago en 2008, al cumplir el límite de edad indicado en el código de Derecho Canónico (75 años). El 15 de diciembre de 2010, el papa Benedicto XVI aceptó su renuncia al gobierno pastoral de la arquidiócesis, eligiendo como nuevo arzobispo a Mons. Ricardo Ezzati, a la fecha arzobispo de Concepción. El mismo día, el papa lo nombró administrador apostólico de Santiago hasta el 15 de enero de 2011, fecha de la toma de posesión de Mons. Ezzati.

### Cardenalato
El 21 de enero de 2001, fue nombrado cardenal por Juan Pablo II, asumiendo su cargo el 21 de febrero del mismo año y recibiendo la iglesia Santa María de la Paz como titulus. El 18 y el 19 de abril de 2005, habiendo participado días antes de los funerales del papa Juan Pablo II, el cardenal Errázuriz participó en el cónclave que eligió al cardenal Joseph Ratzinger como papa Benedicto XVI. Cuando Juan Pablo II falleció el 2 de abril, el cardenal Errázuriz dijo: «Nadie ha hecho tanto como Juan Pablo II» [cita requerida].
En marzo de 2013, participó nuevamente de un cónclave para elegir al sucesor del papa Benedicto XVI, quien renunció a su pontificado el 11 de febrero del mismo año.
Fue uno de los ocho cardenales elegidos por el papa Francisco para formar parte del Consejo de Cardenales que busca ayudarle en el gobierno de la Iglesia y reformar la Curia romana.

### Controversia por presunto encubrimiento de casos de abuso sexual
En marzo de 2019 Errázuriz fue citado a declarar ante la Fiscalía como imputado por presunto encubrimiento de al menos diez casos de abusos sexuales contra menores, efectuados por miembros del clero chileno, entre ellos Fernando Karadima. Ese mismo año, en el contexto del estallido social, un grupo de transeúntes increpó al prelado en plena vía pública por su rol en los casos que empañaban a la Iglesia católica en Chile y por desestimar las denuncias contra Karadima, las que finalmente se comprobaron en juicio canónico.

## Sucesión
| Predecesor: Cardenal Jorge Medina Estévez | Obispo de Valparaíso 1996 – 1998                                               | Sucesor: Gonzalo Duarte García de Cortázar |
| Predecesor: Jorge Medina Estévez          | Gran Canciller de la Pontificia Universidad Católica de Valparaíso 1996 – 1998 | Sucesor: Gonzalo Duarte García de Cortázar |
| Predecesor: Carlos Oviedo Cavada O.M.     | Arzobispo de Santiago de Chile 1998 – 2011                                     | Sucesor: Ricardo Ezzati Andrello, S.D.B.   |
| Predecesor: Carlos Oviedo Cavada O.M.     | Gran Canciller de la Pontificia Universidad Católica de Chile 1998 – 2011      | Sucesor: Ricardo Ezzati Andrello, S.D.B.   |
| Predecesor: Fernando Ariztía Ruiz         | Presidente de la Conferencia Episcopal de Chile 1999 – 2004                    | Sucesor: Alejandro Goic Karmelic           |